# 白痴 (小說)

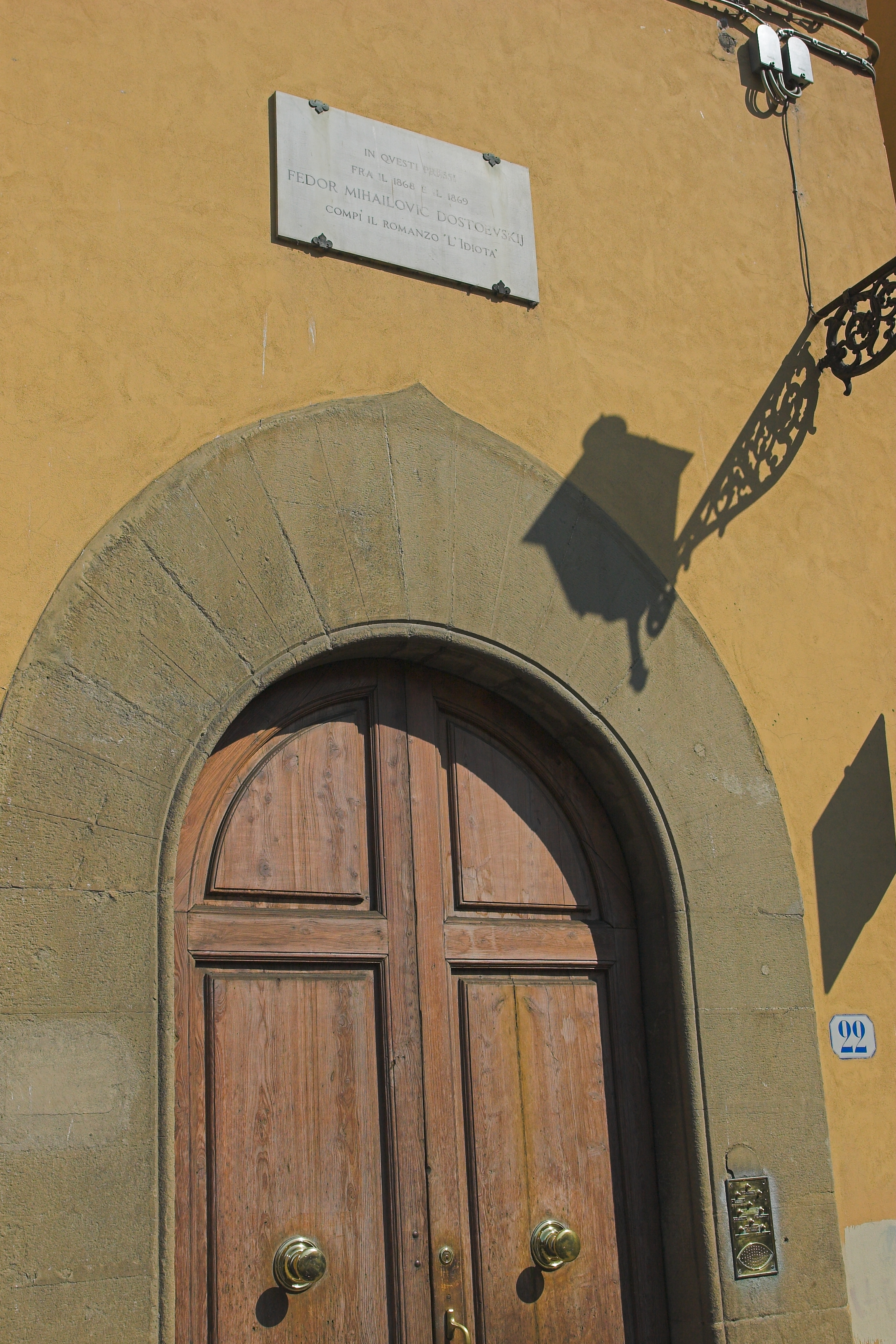
佛罗伦萨的一座建筑，上面标识着陀思妥耶夫斯基在此创作《白痴》

白癡（羅馬化：Idiót）是俄國作家费奥多尔·陀思妥耶夫斯基的長篇小說。陀思妥耶夫斯基从1867年開始创作这部小说。1868年1月开始在《俄罗斯信使》上连载到1869年2月。小说反映了一八六一年改革之后俄国社会的各个方面，突出批评了社会道德的堕落、宗教信仰的蜕变和知识分子的虚无主义思想，塑造了梅什金公爵这个理想化的典型。

## 故事
主角梅什金公爵（Prince Lev Nikolayevich Myshkin）是作家杜氏理想的一個基督式的人物，純潔、善良、坦率，充滿悲天憫人的胸懷。靠富商帕夫列謝夫的接濟，主角前往瑞士治療癲癇症，他到葉潘欽（Yepantchin）將軍家，被心胸狹隘的加尼亞罵：“真是個白癡！”他不斷寬容了加尼亞、羅戈任（Rogozhin）等人，加尼亞在懺悔後，依舊想要強娶納斯塔霞·菲裏波芙娜。羅戈任也始終把納斯塔霞看作己物，最後殺死她。梅什金公爵因他的同情和憐憫，同時毀了兩個女性，納斯塔霞嫁給羅戈任，幾次逃家，最後落得毀滅的悲慘結局，阿格拉婭（Aglaya）最後絕望，皈依天主教。梅什金公爵最后变成白痴，因為他發現基督的愛對於這個世界毫無作用。

## 引用
夏志清在評論《紅樓夢》時，引用了陀思妥耶夫斯基的《白痴》（The Idiot）中的梅什金公爵與賈寶玉相提並論。

## 內部連結
- 白痴 (1951年電影)：日本導演黑澤明曾改編小說，搬上大螢幕。